# Dalli Rājhara
Dalli Rājhara är en ort i Indien.   Den ligger i distriktet Durg och delstaten Chhattisgarh, i den centrala delen av landet, 1 000 km söder om huvudstaden New Delhi. Dalli Rājhara ligger 411 meter över havet och antalet invånare är 50 615.
Terrängen runt Dalli Rājhara är platt åt nordost, men åt sydväst är den kuperad. Terrängen runt Dalli Rājhara sluttar österut. Runt Dalli Rājhara är det ganska tätbefolkat, med 239 invånare per kvadratkilometer. Det finns inga andra samhällen i närheten. I omgivningarna runt Dalli Rājhara växer huvudsakligen savannskog.